# 9.º Parlamento de Malasia
La novena legislatura del Parlamento de Malasia comenzó el 7 de junio de 1995 cuando, tras realizarse elecciones federales, se constituyó el Dewan Rakyat (Cámara de Representantes). Sostuvo al quinto gobierno de Mahathir Mohamad y fue la última legislatura que el primer ministro, gobernante desde 1981, completó en su totalidad. Al igual que todas las legislaturas de Malasia entre 1974 y 2008, mantuvo una mayoría de dos tercios de la coalición Barisan Nasional (Frente Nacional), que de hecho en las elecciones federales de 1995 había logrado su voto popular más abultado (65.16%).
Durante la legislatura, se produjo la crisis financiera asiática en 1997 y, un año más tarde, el conflicto entre Mahathir y su vice primer ministro, Anwar Ibrahim, que culminó con su despido y encarcelamiento a finales de 1998. En el plano legislativo, se produjeron siete elecciones parciales para cubrir fallecimientos y destituciones. Tras la muerte de Kamarudin Ahmad, se realizó el 4 de julio de 1998 una elección parcial en la circunscripción de Arau, en el estado de Perlis, que cuenta con tres escaños y todas sus bancas han sido ocupadas históricamente por la UMNO desde el Consejo Legislativo Federal en 1955. El oficialismo sufría una severa caída de popularidad por las secuelas de la crisis financiera y el conflicto entre Anwar y Mahathir, y el candidato presentado por el Partido Islámico Panmalayo (PAS), Hashim Jasin, obtuvo una estrecha victoria, convirtiéndose en el primer diputado por Perlis de un partido distinto a la UMNO desde la independencia.
Con su apoyo público en declive, Mahathir solicitó tempranamente la disolución del parlamento y el llamado a elecciones el 11 de noviembre de 1999, medida que fue cuestionada por el supuesto objetivo de evitar que 600.000 malasios jóvenes relacionados con el movimiento Reformasi (liderado por Anwar) cumplieran la mayoría de edad antes de los próximos comicios.